# Arena Conta Zumbi
Arena conta Zumbi é um musical escrito por Gianfrancesco Guarnieri e Augusto Boal em 1965, com música de Edu Lobo, direção de Augusto Boal e direção musical de Carlos Castilho.
Estreou no Teatro Arena em 1º. de maio de 1965.
A cenografia e a montagem cenográfica estiveram a cargo de Cecília Thompson, Flávio Império, Luiz Kupfer, Maurice Capovilla, Rodrigo Brotero e Thomas Farkas; a iluminação foi de Orion de Carvalho; a montagem, de Antonio Ronco; a produção, de Myriam Muniz, e contou com Carlos Castilho, Anunciação e Nenê como os músicos.
"Neste momento, no Brasil, processa-se uma verdadeira revolução estética e a primeira autenticamente brasileira. Outros movimentos importantes certamente aconteceram anteriormente, porém refletindo, e muitas vezes tardiamente, fenômenos idênticos acontecidos no estrangeiro. A mais avançada arte brasileira de hoje não segue modas, estilos ou formas de fazer, que por acaso floresçam em metrópoles. É uma arte que surge do homem que procura, lutando e perdendo e lutando ainda, conquistar sua posição de sujeito. O Brasil produz, assim, uma arte em que as barreiras entre estilos e gêneros são destruídas, como se destroem as próprias barreiras entre uma arte e outra. O Brasil produz agora uma arte impura." (Augusto Boal, Gianfrancesco Guarnieri e Carlos Castilho). Texto contido na contra-capa do Long Play (LP) lançado pela gravadora SOM MAIOR, com o teor do espetáculo.

## Elenco
- Lima Duarte
- Gianfrancesco Guarnieri
- Marília Medalha
- David José
- Dina Sfat
- José Luiz de França Penna